# Sum 41
Sum 41（サム・フォーティーワン）は、1996年にカナダ・オンタリオ州のエイジャックスで結成されたロックバンドである。
バンド名の由来は、夏休みの41日目にメンバーが訪れたワープド・ツアーで感銘を受け、この日から活動を開始したことによる。アメリカ・カナダ出身の世界的パンクバンドであり、日本をはじめ各国で絶大な人気を得ている。2006年、デイヴ（ギター）の脱退により、それまであったメタル要素は影をひそめ、4thアルバムでは新機軸のサウンドとなった。2009年には新たなギタリストとしてトムが加わった。
2002年から2003年、2004年と立て続けに来日し、サマーソニックにも出演。
2010年の来日時には、大阪のバーでデリック（ボーカル）が暴行を受け怪我をするも、治療を施しステージに立った。
映画『ゴジラ FINAL WARS』の挿入歌として『We're All To Blame』が採用され話題を呼んだ。また『What We're All About』は『スパイダーマン』の挿入歌となっている。『ファンタスティック・フォー ［超能力ユニット］』の挿入歌である『Noots』は、世界からゴールド、プラチナなどさまざまな賞を受賞した。
2012年、第54回グラミー賞にて『Blood In My Eyes』（5thアルバム『Screaming Bloody Murder』収録）が、最優秀ハードロック・パフォーマンス賞にノミネートされた。
2023年5月9日、解散及びそれに伴うラストアルバム、ワールドツアーを発表。

## 現メンバー
- デリック・ウィブリー（Deryck Whibley (Bizzy D)、1980年3月21日 - ） - リードヴォーカル、リズムギター、身長162cm

2006年、アヴリル・ラヴィーンと結婚。2009年に離婚。実は内気な性格。スティーヴがボーカルをとる際には代わりにドラムを叩く。アヴリルのものによく似たモデルのギターを所有している（フェンダー社のテレキャスターまたはテレキャスターデラックス）。両者ともスクワイアからシグネイチャーモデルが販売されている。また、ミュージック・ビデオにて、現在では希少となったギブソン・マローダーをたびたび使用している。一時パリス・ヒルトンと交際していた。2015年、モデルのアリアナ・クーパーと再婚。
- デイヴ・バクシュ （Dave Baksh (Brownsound)、1980年7月26日 - ） - リードギター、ヴォーカル（1997 - 2006、2015 - ）

落ち着きがあり社交的な性格。あだ名の由来は茶色い肌から。カナダ出身だが、インドとガイアナの血を有している。生粋のメタル好きである。メタリックなギターソロをはじめメタル要素を積極的に楽曲へ取り入れていた。声域が広い。既婚者。2006年5月15日脱退。その後はクラシック・メタルバンド、ブラウン・ブリゲード(Brown Brigade)を率いた（2009年を最後に活動休止）。彼の脱退に伴い、後任はアヴリル・ラヴィーンという噂が流れたが、関係者は一笑に付した。アルバム『All Killer No Filler』をリリースした辺りから、デイヴとメンバー間のわだかまりは募っていたようで、デリックの曲作りにおいてもデイヴが楽しめる楽曲にするなど配慮していた。そのため、デイヴの脱退は（曲作りが自由に行えるという意味で）肩の荷が下りたという。2015年7月『Alternative Press Music Awards』にてギターとして参加、同年8月に正式復帰となった。
- ジェイソン・マクキャスリン（Jason McCaslin (Cone)、1980年9月3日 - ） - ベースギター、ヴォーカル、身長191cm

メンバーの中で最も高身長であり、童顔で痩身という外見とは裏腹に冷静かつ分析的思考の持ち主。マネージャー的な雑務もこなす。既婚者。時おりボーカルをとることがあり、叫ぶような発声が特徴的。ベースはピックで弾く。
- トム・タッカー （Tom Thacker (Brown Tom)、1978年4月11日 - ） - リードギター、キーボード、ヴォーカル

デイヴの脱退を受け、2007年よりツアーギタリスト・キーボーディストを務める。デイヴ同様、名前に"Brown"とあるが、白人である。カナダ出身のGobというバンドのフロントマンでもある。2009年、デリックの発表によりバンドの正式メンバーとして加入することが決定した。
- フランク・ズーモ （Frank Zummo、1978年7月2日 - ） - ドラムス

脱退したスティーヴの後任として2015年に加入。全員がドラマーで構成されるパーカッションバンド、ストリート・ドラム・コープス(Street Drum Corps)のメンバーでもある。

### 旧メンバー
- マーク・マカダム （Mark McAdam） - ヴォーカル、リズムギター、ベース（1996、1997）
- グラント・マクヴィティ （Grant McVittie） - ベース、ヴォーカル（1996）
- マーク・コスタンゾ （Marc Costanzo） - リズムギター、ヴォーカル（1996 - 1997）
- ジョン・マーシャル （Jon Marshall） - リードヴォーカル、リズムギター（1996 - 1997）

2024年の報道では脱退以来消息不明とされ、メンバーは再会を望んでいるとのこと。
- リチャード・ロイ （Richard Roy (Twitch)） - ベース、ヴォーカル（1996 - 1998）
- マーク・スピコラック （Mark Spicoluk） - ベース、ヴォーカル（1998 - 1999）
- スティーヴ・ジョクス（Steve Jocz (Stevo32)、1981年7月23日 - ） - ドラムス、ヴォーカル（1996 - 2013）

ドラマーでありながら歌唱することを好み、ラップも頻繁に披露する。ドラムテクニックは若手パンクバンドの中では高いとされていた。オヤジギャグとマシンガントークで突っ走る、メンバー中最も個性の強い人物。過激なユーモアを好み、ライヴ・アルバム『Happy Live Surprise』の特典DVDではグロテスクなコメディ・ムービーを彼が中心となり作成。SUM41のMVをいくつか撮影している。デリック曰く、オーストラリア人の彼女と結婚した。モーラー奏法を体得しているらしい。2013年4月18日に脱退を発表した。

## ディスコグラフィー

### アルバム
- All Killer No Filler (2001年)
- Does This Look Infected? (2002年)
- Chuck (2004年)
- Underclass Hero (2007年)
- Screaming Bloody Murder (2011年)
- 13 Voices (2016年)
- Order In Decline (2019年)
- Heaven :x: Hell (2024年)

### コンピレーション・アルバム/EP
- Half Hour of Power (EP、2000年)
- Happy Live Surprise (ライヴ盤、2005年) (本国でのタイトルはGo Chuck Yourself)
- ザ・ベスト・オブ・Sum 41 (ベスト盤、2008年) (本国でのタイトルはAll The Good Shit)

### シングル
1. Makes No Difference （Half Hour Of Power、2000年）
2. Fat Lip （All Killer No Filler、2001年）
3. In Too Deep （All Killer No Filler、2001年）
4. Motivation （All Killer No Filler、2002年）
5. Handle This （All Killer No Filler、2002年）
6. What We're All About （Half Hour Of Power/スパイダーマン・サウンドトラック、2002年）
7. Still Waiting （Does This Look Infected?、2002年）
8. The Hell Song （Does This Look Infected?、2003年）
9. Over My Head (Better Off Dead) （Does This Look Infected?、2003年）
10. We're All To Blame （Chuck/G.LASTS…TRIBUTE TO GODZILLA 50TH、2004年）
11. Pieces （Chuck、2005年）
12. Some Say （Chuck、2005年）
13. No Reason （Chuck、2005年）
14. March Of The Dogs （Underclass Hero、2007年 PCでの先行配信）
15. Underclass Hero （Underclass Hero、2007年）
16. Walking Disaster （Underclass Hero、2007年）
17. With Me （Underclass Hero、2008年）
18. Screaming Bloody Murder （Screaming Bloody Murder、2011年）
19. Baby You Don't Wanna Know （Screaming Bloody Murder、2011年）
20. Blood In My Eyes （Screaming Bloody Murder、2012年）
21. Fake My Own Death （13 Voices、2016年）
22. War （13 Voices、2016年）

### ビデオ・DVD
- Introduction to Destruction （2001年)
- Cross Your T's and Gouge Your I's （2002年） - 『Does This Look Infected?』に付属のDVD
- Sake Bombs and Happy Endings （2004年）
- Underclass Hero (2007) - 『Underclass Hero』の付属DVD。下記の「ROAD TO RUIN」が4本収められており、その中にはグッド・シャーロットのジョエルが出てくる。（このDVDは前置きで18歳未満の閲覧を禁止している）

2007年、オフィシャルサイトにて「ROAD TO RUIN」というライヴでの舞台裏などを映像化したショートムービーを公開。”Episode #1”には、2005年来日時のライヴや、当時の悪行が収められている。”Episode #3”には、3rdアルバムのタイトルにもなっている国連職員・Chuckが登場する。

### その他
- Maximum Sum 41 （2003年） - インタビュー

## 挿入歌としての使用
- スパイダーマン （エンディングテーマとしても使用）
- ゴジラ FINAL WARS
- ファンタスティック・フォー ［超能力ユニット］
- チアーズ!
- アメリカン・サマー・ストーリー
- アメリカン・パイ3 ウエディング大作戦
- クールボーダー
- ゾルタン★星人
- 12人のパパ

## その他
- Chuck（3rdアルバム）というタイトルは、コンゴを訪れていたバンドが突然の内戦に巻き込まれ、その際に救出してくれた国連職員の名前が由来である。同アルバムに収録されたリード・シングル『We're All To Blame』は、コンゴでの出来事にインスパイアされた楽曲だと言われている[要出典]。
- スクワイア社より、デリックのシグネイチャーモデル(テレキャスター・デラックス)が発売されている。通常の同ギターと比較すると、ピックアップはリアのみ、コントロールは1ボリューム1トーンという仕様。最大の特徴として、ボディ下部とピックガード上部に赤い×印がペイントされている。『Underclass Hero』と『Walking Disaster』のビデオで使用が確認できる。
- 2003年3月31日 - 2005年7月1日の約2年3ヶ月にわたり、オールナイトニッポンにおいてSum 41作曲によるジングルが使用された(ただし、ナインティナインのオールナイトニッポン（木曜日）では、1パターンのみ2008年9月18日まで使用)。
- アルバム『Underclass Hero』の特典DVDには、日本盤のみ”Road to Ruin Episode #10”が収録されている。このストーリーはオフィシャルサイトでは公開されていない。同アルバムからの先行シングル『March of the Dogs』がブッシュ大統領への脅迫ではないかと、物議をかもした("アメリカ大統領は死んだ"という歌詞から始まる)。
- 2010年8月、大阪市で開催の音楽祭へ出演するため来日。その際、ボーカルであるデリック・ウィブリーが、同月6日に日本国内で暴行を受け負傷したとAP通信が報じた。バーに立ち寄った折にトラブルとなった模様だが、暴行を受けた場所は明らかになっていない[5]。